# Vänsteranarkism
Vänsteranarkism syftar på anarkism längst till vänster på höger-vänster-skalan. Vänsteranarkism förespråkar att det nuvarande ekonomiska systemet ersätts av byteshandel och ett samhälle utan hierarkier. Termen Vänsteranarkism används ibland parallellt med termerna liberal socialism,  vänsterliberalism och socialistisk anarkism.

Anhängare till vänsteranarkismen är också emot globalisering och har protesterat mot detta flera gånger, exempelvis i Seattle 1999 mot Världshandelsorganisationen.